# شاهزاده ایرانی (فیلم)
شاهزاده ایرانی فیلمی به کارگردانی محمد نوری‌زاد است که به عنوان بهترین فیلم دوم در بیست و چهارمین جشنواره فیلم فجر (بهمن ۱۳۸۴) برگزیده شد. این فیلم در بخش فیلنامه اقتباسی توانست از برگزیدگان بیست و چهارمین جشنواره فیلم فجر شود.

## خلاصه داستان
یک شاهزاده ایرانی از طرف پدرش مأموریت پیدا می‌کند که با سپاه خود به مرز برود و دست پهلوان مرزبان خود را بسته و او را کشان کشان تا پایتخت آورد. این شرط، برای واگذاری پادشاهی به شاهزاده جوان است، اما...